# لوغوس هوب
لوغوس هوب (بالإنجليزية: MV Logos Hope)‏ هي سفينة يتم تشغيلها كجزء من منظمات خيرية من قبل مؤسسة كوت فوجر فور الي [الإنجليزية] الألمانية. تم بناؤها في عام 1973 باسم عبارة جوستاف فاسا وعملت بين مدينتي مالمو (السويد) وترافيمونده (ألمانيا)، ولاحقا غير اسمها إلى سفينة نورونا والتي كانت توفر خدمة الشحن من وإلى جزر فارو.

## تاريخ

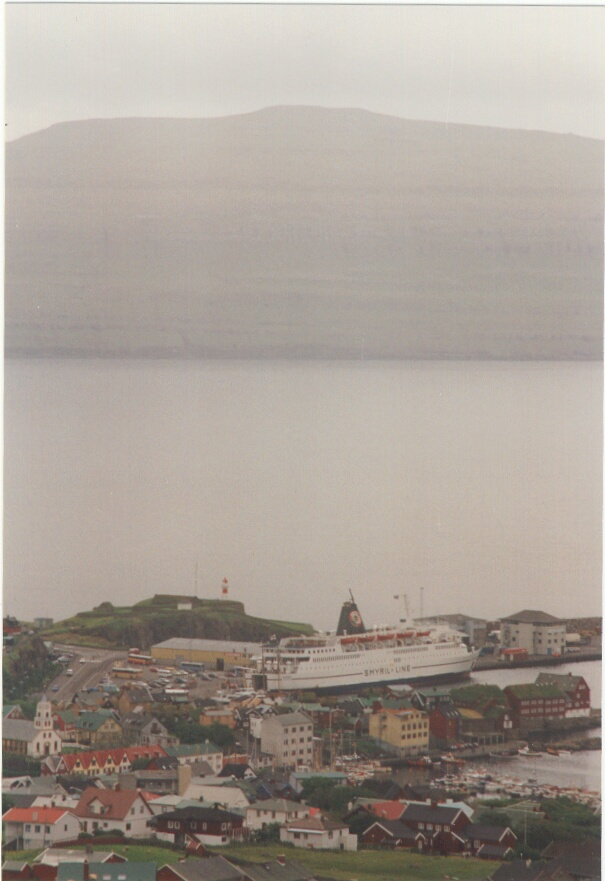
نسخة لسفينة لوغوس هوب في ميناء تورشافن في عام 1997

في عام 1973، تم تكليف سفينة جوستاف فاسا بمهمة عبّارة بين مالمو (السويد) وترافيمونده (ألمانيا)، حيث استمرت مهمتها لمدة 10 سنوات. في أبريل 1983 تم بيعها لشركة سميرل لاين في جزر فارو وأعيدت تسميتها إلى نورونا. كانت تبحر من تورشافن، عاصمة جزر فارو، إلى ليرويك (جزر شتلاند)، ثم عبر بيرغن (النرويج)، هانستهولم (الدنمارك) وسييسيسفيورور (أيسلندا) كل صيف، غالبًا ما كان يتم استئجارها في فصل الشتاء لتغطية جداول الإصلاح الخاصة بالمشغلين الآخرين.
في 8 أبريل 1990، تعرضت السفينة لحريق بسيط في أماكن إقامة الركاب مما أدى إلى وقوع عدة إصابات.  كانت العبارة مستأجرة إلى شركة بي أند إي للعبارات (العبارات الأيرلندية الآن) التي تسير بين بيمبروك دوك وروسلير. تم إجلاء الضحايا بواسطة مروحيات الإنقاذ التابعة لسلاح الجو الملكي إلى مستشفى ويثيبوش العام في هافرفوردويست.
في عام 2003 حصلت شركة سميرل لاين على سفينة شحن جديدة، فعرضت سفينة نورونا للبيع حيث اشترتها مؤسسة "كوت فوجر فور الي" في مارس 2004.
منذ فاتح يوليو 2011 تبحر السفينة بانتظام تحت علم مالطا عبر مجموعة من البلدان بعدما تم تحويلها لمكتبة عائمة.

## وصلات خارجية
- تاريخ لوغوس هوب في شركة أو إم للسفن
- بيانات الشحن في Fakta om fartyg (السويدية)